# Hebraico bíblico
O hebraico bíblico (também chamado de hebraico clássico) é a forma antiga do hebraico, na qual a Bíblia hebraica e diversas inscrições israelitas foram escritas.
Não é falado em sua forma "pura" nos dias de hoje, embora seja estudado com bastante frequência por judeus, teólogos cristãos, linguistas e arqueólogos israelenses como forma de adquirir uma maior compreensão da Bíblia hebraica e da filologia dos idiomas semitas. Atualmente o hebraico clássico costuma ser ensinado nas escolas públicas de Israel.
O hebraico bíblico e o hebraico moderno são diferentes em sua gramática, vocabulário e fonologia. Embora as regras gramaticais das duas variantes tenha muitas divergências, o hebraico bíblico costuma ser empregado na literatura hebraica atual, de maneira paralela ao uso de construções clássicas e bíblicas que costuma ser feito na literatura moderna de língua inglesa.

## Fonologia
A fonologia é uma convenção, não existe um único mode de pronúncia. Porém, eis o que se aceita como reconstituída do hebraico bíblico:

### Consonantes
| Nome                    | Letra | Fonema e Alofonia (AFI)         |
| ----------------------- | ----- | ------------------------------- |
| ālef ('boi')            | א     | ʔ                               |
| bēt ('casa')            | ב     | b ~ v alofonia1                 |
| gimel ('camelo')        | ג     | ɡ ~ ɣ alofonia1                 |
| dālet ('porta')         | ד     | d ~ ð alofonia1                 |
| hē ('janela)            | ה     | h, nulo no final das palavras.2 |
| wāw ('prego')           | ו     | w, nulo após /o/ ou /u/ 2       |
| zayin ('arma')          | ז     | z                               |
| hēt ('cerca')           | ח     | ħ, (χ3)                         |
| tēt ('cobra')           | ט     | ˤ                               |
| yōd ('mão')             | י     | j, nulo após /ɛ/, /e/, ou /i/2  |
| kaf' ('palma da mão')   | כ, ך  | k ~ x alofonia1                 |
| lāmed ('cattle goad')   | ל     | l                               |
| mēm ('água')            | מ, ם  | m                               |
| nun ('peixe')           | נ, ן  | n                               |
| sāmek ('prop')          | ס     | s                               |
| ʿayin ('olho')          | ע     | ʕ, (ɣ3)                         |
| pē ('boca')             | פ, ף  | p ~ f alofonia1                 |
| sādē ('anzol')          | צ, ץ  | ˤ                               |
| qōf ('atrás da cabeça') | ק     | ˤ (ou q)                        |
| rēsh ('cabeça')         | ר     | r (vibrante como no árabe)      |
| shin ('dente')          | ש     | ɬ, ʃ                            |
| tāw ('cruz')            | ת     | t ~ θ alofonia1                 |

## Variação Dialetal
Os dialetos do hebraico bíblico são atestados pelo conhecido episódio do  xibolete (שִׁבֹּלֶת) de Juízes 12:6, em que as forças de Jefté de Gileade pegaram os efraimitas a tentar cruzar o rio Jordão, os fazendo dizer שִׁבֹּ֤לֶת šibboleṯ ('espiga de milho') A identidade dos efraimitas foi revelada por sua pronúncia: סִבֹּ֤לֶת /sibboleṯ/. A conclusão aparente é que o dialeto efraimita havia  o / s / para o padrão / ʃ /. Como uma explicação alternativa, sugeriu-se que o fonema proto-semita * / θ /, que mudou para / ʃ / na maioria dos dialetos do hebraico, pode ter sido retido no hebraico da Transjordânia[nb 4] (no entanto, há evidências de que o ancestral proto-semita de שִׁבֹּ֤לֶת havia a consoante inicial š (daí o hebraico / ʃ /), contradizendo essa teoria;  por exemplo, o ancestral proto-semita de  שִׁבֹּ֤לֶת foi reconstruído como *šu (n) bul-at-. ); ou que a sibilante proto-semítica *s1, transcrita com šin e tradicionalmente reconstruída como */ʃ/, tinha sido originalmente */s/ enquanto outra sibilante *s3, transcrita com sameque e tradicionalmente reconstruída como /s/, tinha sido originalmente /ts/; mais tarde, uma mudança de cadeia do tipo cadeia-empurrar mudou *s3 /ts/ para /s/ e impeliu s1 /s/ para /ʃ/ em muitos dialetos (e. g. Gileadita), mas não em outros (por exemplo, Efraimita), onde * s1 e * s3 se fundiram em / s /.
O hebraico falado no norte Reino de israel, também conhecido como hebraico israelense, mostra diferenças fonológicas, lexicais e gramaticais dos dialetos do sul. O dialeto do norte falado em torno de Samaria mostra simplificação mais frequente de / aj / para / eː / como atestado pelo óstraco de Samaria (Século oitao a.E.C), e. g. ין (= / jeːn / < * / jajn / 'vinho'), enquanto o dialeto do sul (judaíta), em vez disso, adiciona uma vogal epentética /Eu/, adida na metade do primeiro milênio AEC (יין = / ˈjajin /). ,[nb 5] O jogo de palavras em Amós 8:1-2 כְּלוּב קַ֫יִץ... בָּא הַקֵּץ pode refletir isso: dado que Amós se estava dirigindo à população do Reino do Norte, a vocalização *קֵיץ seria mais forte.  A ostraca de Samaria também mostra שת para o padrão שנה 'ano', como em aramaico.</ref>
Os fonemas guturais / ħ ʕ h ʔ / fundiram-se ao longo do tempo nalguns dialetos. Isso foi encontrado no hebraico dum Pergaminho do Mar Morto, mas Jerônimo atestou a existência de falantes de hebraico contemporâneos que ainda distinguiam faríngeos. O hebraico samaritano também mostra um atrito geral desses fonemas, embora / ʕ/ e / ħ / sejam ocasionalmente preservados como [ʕ].

## Amostra textual
O que segue-se é uma amostra do Salmo 18 como aparece no texto massorético com niqqud e cantilação medieval tiberiense, e a transcrição grega da coluna Secunda da Hexapla com a sua pronúncia reconstituída.
| Hebraico Tiberiense 29 כִּֽי־אַ֭תָּה תָּאִ֣יר נֵרִ֑י יְהוָ֥ה אֱ֝לֹהַ֗י יַגִּ֥יהַּ חָשְׁכִּֽי׃ 30 כִּֽי־בְ֭ךָ אָרֻ֣ץ גְּד֑וּד וּ֝בֵֽאלֹהַ֗י אֲדַלֶּג־שֽׁוּר׃ 31 הָאֵל֮ תָּמִ֪ים דַּ֫רְכֹּ֥ו אִמְרַֽת־יְהוָ֥ה צְרוּפָ֑ה מָגֵ֥ן ה֝֗וּא לְכֹ֤ל ׀ הַחֹסִ֬ים בֹּֽו׃ 32 כִּ֤י מִ֣י אֱ֭לֹוהַּ מִבַּלְעֲדֵ֣י יְהוָ֑ה וּמִ֥י צ֝֗וּר זוּלָתִ֥י אֱלֹהֵֽינוּ׃ | Secunda 29. χι αθθα θαειρ νηρι YHWH ελωαι αγι οσχι 30. χι βαχ αρους γεδουδ ουβελωαι εδαλλεγ σουρ 31. αηλ θαμμιν (*-μ) δερχω εμαραθ YHWH σερουφα μαγεν ου λαχολ αωσιμ βω 32. χι μι ελω μεββελαδη YHWH ουμι σουρ ζουλαθι ελωννου (*-ηνου) | Pronúncia (AFI) 29. [kiː ʔatːaː taːʔiːr neːriː **** ʔaloːhaj agiːh ħoʃkiː] 30. [kiː baːk ʔaːruːsʼ gəduːd wəbaloːhaj ʔadːalːeg ʃuːr] 31. [haːʔeːl tamːiːm darkoː ʔemərat **** sʼəruːfaː maːgen huː ləkol haħoːsiːm boː] 32. [kiː miː ʔaloːh mebːalʕadeː **** wəmiː sʼuːr zuːlaːtiː ʔaloːheːnuː] |